# Velika nagrada Barija
Velika nagrada Barija je bila avtomobilistična dirka, ki je potekala v italijanskem mestu Bari med letoma 1947 in 1956. Po smrtni nesreči Alfonsa de Portaga na dirki Mille Miglia leta 1957 dirka ni nikoli več potekala.

## Zmagovalci
| Leto | Zmagovalec            | Dirkalnik                    | Poročilo |
| ---- | --------------------- | ---------------------------- | -------- |
| 1956 | Stirling Moss         | Maserati (Športni dirkalnik) | Poročilo |
| 1955 | Cesare Perdisa        | Maserati (Športni dirkalnik) | Poročilo |
| 1954 | José Froilán González | Ferrari 625 (Formula 1)      | Poročilo |
| 1952 | Chico Landi           | Ferrari (Športni dirkalnik)  | Poročilo |
| 1951 | Juan Manuel Fangio    | Alfa Romeo 159 (Formula 1)   | Poročilo |
| 1950 | Nino Farina           | Alfa Romeo 158 (Formula 1)   | Poročilo |
| 1949 | Alberto Ascari        | Ferrari (Formula 2)          | Poročilo |
| 1948 | Chico Landi           | Ferrari 166 (Formula 2)      | Poročilo |
| 1947 | Achille Varzi         | Alfa Romeo 158 (Formula 1)   | Poročilo |